# 新小樽站
新小樽站（日语：／ Shin-Otaru eki */?）（暫名）是位於北海道小樽市，北海道旅客鐵道（JR北海道）的北海道新幹線車站。車站現時正在建設中，並建設2031年落成啟用。車站與小樽站（北海道旅客鐵道（JR北海道）函館本線有一段距離。

## 概要
車站預定建設在天神地區的舊焚化爐一帶。在車站啟用後，乘客人次預計每日約1200人。
在車站啟用後，成為了日本最北端新幹線車站（在2016年3月26日至今，日本最北端新幹線車站為新函館北斗站）。
最接近此站的在來線車站為南小樽站，兩站之間直線距離為3公里。此站至小樽站之間的直線距離為4公里。

## 車站周邊
- 國道393號（日语：国道393号）
- 北海道中央巴士（日语：北海道中央バス） - (16)(46)奧澤線「宏榮社前」巴士據

## 其他
2021年3月22日，在小樽市制定的行動計劃中。當車站啟用後，來自札幌市手稻區與札幌市西部地區的私家車使用者會到訪此站，因此計劃在車站旁建設定可容納約300架車位的停車場。除了停車場外，也計劃增設連接此站與小樽市中心的穿梭巴士與的士調度系統之第2次交通對策。

## 相鄰車站
北海道旅客鐵道（JR北海道）
北海道新幹線（建設區間）
俱知安－新小樽（暫名）－札幌

## 注腳
1. 1 2  . 北海道. 2015-01-14  [2016-05-28]. （原始内容存档于2015-02-15）.
2. 1 2  . 北海道新聞. 2021-03-23  [2021-03-23]. （原始内容存档于2021-03-23） （日语）.
3. 1 2  . 北海道新聞. 2021-03-23  [2021-03-30]. （原始内容存档于2021-03-23） （日语）.

## 外部連結
- 北海道新幹線札幌延伸に向けて（6） （页面存档备份，存于） （日語）
- 北海道新幹線 新小樽（仮称）駅周辺整備構想（概要）PDF（日語） - 小樽市（2006年）